# Brexiella cymosa
Brexiella cymosa är en benvedsväxtart som beskrevs av Henri Perrier de la Bâthie. Brexiella cymosa ingår i släktet Brexiella och familjen Celastraceae. Inga underarter finns listade.